# Thomas W. Thompson
Thomas W. Thompson (Boston, 1766. március 15. – Concord, 1821. október 1.) az Amerikai Egyesült Államok szenátora (New Hampshire, 1814–1817).